# Copa del Rey (handboll)
Copa del Rey de Balonmano (svenska: Kungacupen i handboll) är en årligt återkommande cup för spanska handbollslag, arrangerad av Liga Asobal. Cupen spelades för första gången säsongen 1957/1958 och hette fram till och med 1975 Copa del Generalísimo på grund av diktatorn Francisco Franco.

## Vinnare
| Klubb              | Vinster | År |
| ------------------ | ------- | --- |
| FC Barcelona       | 27      | 1969, 1972, 1973, 1983, 1984, 1985, 1988, 1990, 1993, 1994, 1997, 1998, 2000, 2004, 2007, 2009, 2010, 2014, 2015, 2016, 2017, 2018, 2019, 2020, 2021, 2022, 2023 |
| Atlético de Madrid | 14      | 1952, 1954, 1962, 1963, 1966, 1967, 1968, 1978, 1979, 1981, 1982, 1987, 2012, 2013                                                                               |
| CB Calpisa         | 4       | 1975, 1976, 1977, 1980 |
| BM Granollers      | 3       | 1958, 1970, 1974 |

- 2 titlar: Sammansatt lag från Madrid, CB Cantabria, CD Bidasoa, SDC San Antonio, BM Valladolid och BM Ciudad Real.
- 1 titel: HB Arrahona, Sammansatt lag från Guipúzcoa, Sammansatt lag från Barcelona, Marcol, CB Alzira och CB Ademar León.